# Рыдодубы
Рыдодубы (укр. Ридодуби) — село в Белобожницкой сельской общине Чортковского района Тернопольской области Украины.
Население по переписи 2001 года составляло 659 человек. Почтовый индекс — 48509. Телефонный код — 3552.